# Koszmosz–189
A Koszmosz–189 (oroszul: Космос–189) a szovjet Celina–O típusú rádiófelderítő műhold makettjének tesztindítása volt.

## Jellemzői
A Celina rádiófelderítő rendszer kis érzékenységű Celina–O típusú műholdjának méret- és tömeghű makettje volt, melyet a rendszer tesztelése céljából indítottak. A műholdat a dnyipropetrovszki OKB–586 tervezőiroda, a fedélzeti elektronikai felderítőrendszert a kalugai CNII–108 kutatóintézet fejlesztette ki.
1967. október 30-án a Pleszeck űrrepülőtérről Koszmosz–3M (11K65M) típusú hordozórakétával juttatták alacsony Föld körüli pályára. A műhold keringési ideje 95,7 perc, a pályasík inklinációja 94° volt. Az enyhén elliptikus pálya perigeuma 526 km, apogeuma 574 km volt. 1978. június 8-án belépett a légkörbe és megsemmisült.